# Weidenhielm
Weidenhielm är en svensk adelsätt.

## Historik
Släkten härstammar från Östergötland. Äldste kände stamfar var handelsmannen och borgmästaren i Söderköping Arvid Larsson (omkring 1587–1647). Dennes sonson kaptenen, senare majoren Lars Weidman (1656–1709) adlades 1694 med namnet Weidenhielm och introducerades 1697 på Riddarhuset med nummer 1314.
Släkten har genom egendomsinnehav varit knuten till Småland, främst Hägerums herrgård i Kristdala socken , nuvarande Oskarshamns kommun, innehades från 1728 till 1924.
Ätten fortlever. Den 31 december 2022 var 13 personer med namnet Weidenhielm folkbokförda i Sverige.

## Personer med efternamnet Weidenhielm
- Carl Herman Weidenhielm (1852–1911), ämbetsman
- Christer Weidenhielm (1863–1938), jurist, hovrättsråd
- Ernst August Weidenhielm (1808–1894), ämbetsman
- Lars Weidenhielm (1656–1709), militär
- Oscar Weidenhielm (1816–1884), militär och politiker